# 1984 (фільм, 1956)
«1984» (англ. 1984) — англійський фільм 1956 року. Екранізація однойменного роману Джорджа Орвелла.

## Сюжет
1984 рік, майбутнє. Все знаходиться під контролем всесильної Партії, на чолі якої стоїть Великий Брат. Партія може переписувати історію, управляти життям кожної людини і жорстоко карати за інакомислення. Слухняний член Партії Вінстон Сміт живе і працює в Лондоні, ходить на роботу в Міністерство Правди і сумлінно виконує свої обов'язки. Але поступово він приходить до розуміння того, наскільки викривлене і неправильне існування такого світу. До цього ж розуміння приходить і його кохана Джулія. Разом молоді люди починають вести боротьбу проти жорстокого тоталітарного режиму, вони сподіваються зв'язатися з Опором, таємною організацією, яка протистоїть режиму.

## У ролях
| Актор           | Роль                              |
| --------------- | --------------------------------- |
| Едмонд О'Брайєн | Вінстон Сміт                      |
| Майкл Редгрейв  | О'Коннор                          |
| Джен Стерлінг   | Джулія                            |
| Девід Кософф    | Чарінгтон Дженк, власник магазину |
| Мервін Джонс    | Джонс                             |
| Дональд Плезенс | Р. Парсонс                        |
| Керол Волверідж | Селіна Парсонс                    |
| Ернест Кларк    | диктор                            |
| Патрік Аллен    | службовець                        |
| Ронан О'Кейсі   | Резерфорд                         |
| Майкл Ріппер    | оратор                            |
| Івен Солон      | оратор                            |
| Кеннет Гріффіт  | в'язень                           |